# Aeroportul Songyuan Chaganhu
Aeroportul Songyuan Chaganhu (IATA: YSQ, ICAO: ZYSQ) este un aeroport din Qian Gorlos Mongolian Autonomous County⁠(d), Songyuan⁠(d), Jilin, Republica Populară Chineză ce deservește zona Songyuan⁠(d). Aeroportul a fost tranzitat în 2022 de 41.981 de pasageri. A fost deschis în 29 octombrie 2017 și numit după zona deservită.
Situat la o altitudine de 140 m, aeroportul dispune de o singură pistă.